# 18119 Braude
18119 Braude (2000 NZ24) là một tiểu hành tinh vành đai chính được phát hiện ngày 4 tháng 7 năm 2000 bởi Dự án nghiên cứu tiểu hành tinh gần Trái Đất Lowell ở Trạm Anderson Mesa.
Tiểu hành tinh được đặt theo tên của Semion Braude (1911-2003), một nhà khoa học, vật lý vô tuyến, thiên văn vô tuyến người Ukraina.